# Iglesia del Redentor de Sacrow
La Iglesia del Redentor de Sacrow (en alemán: Heilandskirche, en latín: S. Ecclesia sanctissimi Salvatoris in portu sacro) es una iglesia protestante localizada en Sacrow, Potsdam, Alemania, en la orilla del río Havel. En 1992, la Organización de las Naciones Unidas para la Educación, la Ciencia y la Cultura la declaró Patrimonio de la Humanidad como parte de los palacios y parques de Potsdam y Berlín.
En 1841, Federico Guillermo IV, basado en sus propios bosquejos, encargó la construcción de la iglesia al arquitecto Friedrich Ludwig Persius. La edificación se llevó a cabo entre ese año y 1844. Se construyó con el estilo de una antigua basílica cristiana y se decoró su ábside con un mural neobizantino de un Cristo con el Libro de la vida. Está rodeada por una arcada y junto se encuentra un campanario que, en 1897, Adolf Slaby utilizó para instalar la primera antena en Alemania para telegrafía sin hilos.
De acuerdo con Brose (1997), la arcada se mezcla «orgánicamente» con el bosque circundante y el contiguo Havel, «dando un aura de simplicidad cristiana a la escena». Durante la época del Muro de Berlín, se mantuvo en un área denominada «tierra de nadie» y siguió en función hasta el 24 de diciembre de 1961. A partir de ese momento se deterioró su condición hasta que, entre 1993 y 1995, se reconstruyó su interior.